# Memo Benassi
Domenico Benassi, detto Memo (Sorbolo, 21 giugno 1891 – Bologna, 24 febbraio 1957), è stato un attore italiano.
Fu fra i maggiori esponenti della generazione teatrale che segnò il passaggio dal mattatore ottocentesco all'attore contemporaneo.

## Biografia

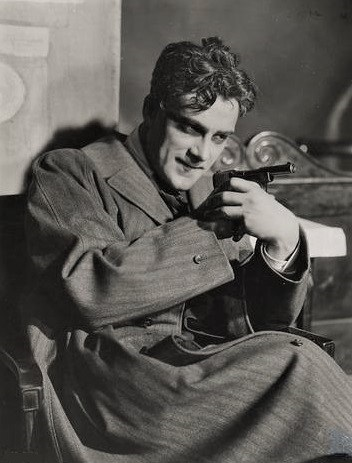
Benassi negli anni '30

Dopo aver studiato recitazione a Milano, esordì come generico nella compagnia di Ermete Novelli. La sua prima grande occasione arrivò nel 1921 quando entrò nella compagnia di Eleonora Duse, al cui fianco interpretò, tra le altre cose, Spettri di Henrik Ibsen (nel ruolo di Oswald). Sarebbe stato accanto alla famosa attrice fino alla sua ultima tournée a Pittsburgh nel 1924.
Utilizzando estrosamente le sue doti naturali (maschera nobile, voce morbida e duttile, fisico imponente) diede vita a una grande varietà di interpretazioni nelle quali si esprimeva, sempre ai confini con il grottesco e l'eccentrico, con ritmi mutevoli, ora veloci o precipitosi, ora rotti e sciolti. Fra le sue interpretazioni troviamo quelle dei personaggi shakespeariani Shylock (Il mercante di Venezia), Antonio (Giulio Cesare), Tersite (Troilo e Cressida), Mercuzio (Romeo e Giulietta), di Osvaldo (Gli spettri di Henrik Ibsen) e di Veršinin (Tre sorelle di Anton Čechov).
Nel 1933 fu Oberon in Sogno di una notte di mezza estate, per la regia di Max Reinhardt, con Evi Maltagliati, Rina Morelli e Luigi Almirante. Nello stesso anno, presso il Chiostro Grande della Basilica di Santa Croce di Firenze, interpretò il Diavolo nella prima assoluta di La rappresentazione di Santa Uliva di Ildebrando Pizzetti, per la regia di Jacques Copeau, con Rina Morelli, Andreina Pagnani e Roldano Lupi. 

Benassi nella Figlia di Iorio

Nel 1943 fu la volta di Histoire du soldat di Igor' Fëdorovič Stravinskij, con Mario Colli, e di La sacra rappresentazione di Abram e d'Isaac di Pizzetti, con Laura Carli e Clara Petrella, al Teatro La Fenice di Venezia. L'anno seguente affrontò il ruolo di Ernesto in Agnes Bernauer di Friedrich Hebbel, per la regia di Corrado Pavolini, con Vittorio Gassman, Elena Zareschi ed Ernesto Calindri. Nel 1949, sempre al fianco di Gassman, interpretò lo shakespeariano Troilo e Cressida, nel ruolo di Tersite, per la regia di Luchino Visconti, in cui fece il suo debutto Giorgio Albertazzi.
Nel 1954 Roberto Rossellini lo chiamò per interpretare Frère Dominique in Giovanna d'Arco al rogo di Arthur Honegger, accanto a Ingrid Bergman, presso il Teatro alla Scala di Milano.
Lavorò anche per la radio ed il cinema. Agli albori delle televisione prese parte ad alcune trasposizioni di grandi classici, come Amleto (1955), diretto da Luigi Squarzina, con Vittorio Gassman ed Elena Zareschi, Il mercante di Venezia (1955) diretto da Mario Ferrero, con Romolo Valli e Valeria Valeri, ed Enrico IV (1956), diretto da Claudio Fino, con Paola Borboni e Mario Scaccia.
Morì a Bologna nel 1957, all'età di sessantacinque anni, vittima di un'emorragia cerebrale, poco dopo aver registrato per la Rai Il canto del cigno di Čechov. Personalità volubile e tormentata, incostante nel suo rendimento recitativo, Benassi fu la testimonianza vivente della crisi di un teatro e di un'epoca di transizione.
In occasione del cinquantenario della scomparsa di questo attore è stata pubblicata la sua biografia più importante: Memo Benassi. Un grande attore diverso di Leonardo Bragaglia, edita da Persiani.
Il borgo natio, Sorbolo, nel cui camposanto egli riposa, gli ha intitolato una via; inoltre, una copia della Maschera di Memo Benassi, opera dello scultore Luigi Froni, è stata collocata nell'atrio del centro civico del paese.

## Filmografia

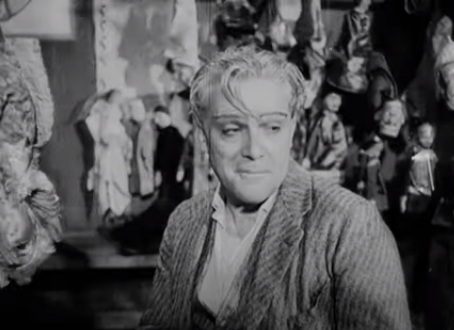
Benassi nel film L'orizzonte dipinto (1940)

Benassi nel film La cena delle beffe (1941)

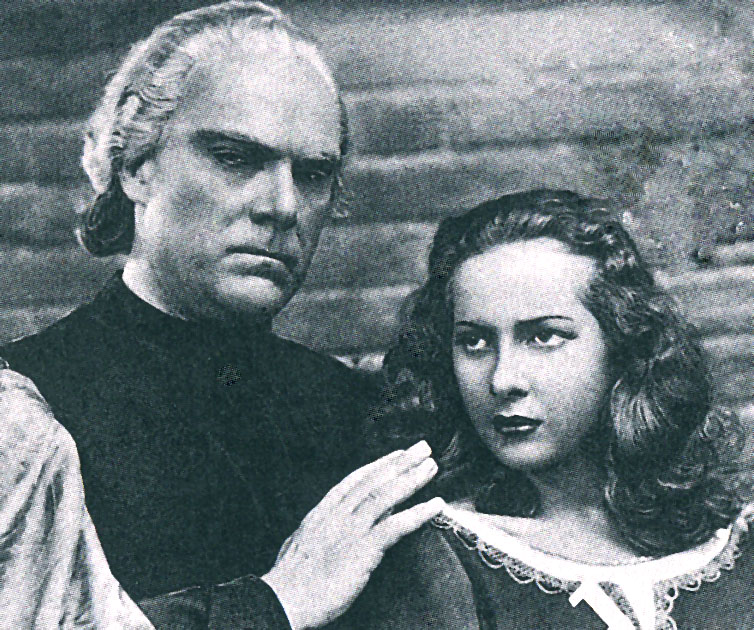
Benassi e Loredana nel film Dente per dente (1943)

- La vecchia signora, regia di Amleto Palermi (1932)
- Il caso Haller, regia di Alessandro Blasetti (1933)
- Il trattato scomparso, regia di Mario Bonnard (1933)
- L'impiegata di papà, regia di Alessandro Blasetti (1933)
- La signora Paradiso, regia di Enrico Guazzoni (1934)
- La signora di tutti, regia di Max Ophüls (1934)
- Lisetta, regia di Carl Boese (1934)
- Stasera alle undici, regia di Oreste Biancoli (1937)
- Scipione l'Africano, regia di Carmine Gallone (1937)
- La principessa Tarakanova, regia di Mario Soldati (1938)
- L'orizzonte dipinto, regia di Guido Salvini (1940)
- La conquista dell'aria, regia di Romolo Marcellini (1940)
- La cena delle beffe, regia di Alessandro Blasetti (1941)
- Il vagabondo, regia di Carlo Borghesio (1941)
- Fedora, regia di Camillo Mastrocinque (1942)
- Le due orfanelle, regia di Carmine Gallone (1942)
- Dente per dente, regia di Marco Elter (1942)
- I due Foscari, regia di Enrico Fulchignoni (1942)
- Rossini, regia di Mario Bonnard (1942)
- Il figlio del corsaro rosso, regia di Marco Elter (1943)
- Il paese senza pace, regia di Leo Menardi (1943)
- Quarta pagina, regia di Nicola Manzari (1943)
- Peccatori, regia di Flavio Calzavara (1945)
- L'ultimo sogno, regia di Marcello Albani (1946)
- Il tiranno di Padova, regia di Max Neufeld (1946)
- Messalina, regia di Carmine Gallone (1951)
- C'era una volta Angelo Musco, regia di Giorgio Walter Chili (1953)
- Adriana Lecouvreur, regia di Guido Salvini (1955)

## Prosa radiofonica Rai

Benassi nel dramma Assassinio nella cattedrale (1955)

- Faust di Wolfgang Goethe, regia di Corrado Pavolini, trasmessa il 14 ottobre 1953.
- Saul, di Vittorio Alfieri, regia di Enzo Ferrieri, trasmessa il 23 ottobre 1953
- Il trifoglio fiorito, di Rafael Alberti, regia di Enzo Ferrieri, trasmessa il 8 gennaio 1954
- L'allodola di Jean Anouilh, regia di Mario Ferrero, trasmessa il 12 marzo 1954.
- Processo di famiglia, di Diego Fabbri, regia di Alessandro Brissoni, trasmessa il 17 maggio 1954.
- Assassinio nella cattedrale di Thomas Stearns Eliot, regia di Enzo Ferrieri, trasmessa il 7 gennaio 1955.

## Prosa televisiva Rai
- Il mercante di Venezia, di William Shakespeare, regia di Mario Ferrero, trasmessa il 29 luglio 1955.
- Assassinio nella cattedrale, di T. S. Eliot, regia di Mario Ferrero, 19 agosto 1955.
- La scuola delle mogli di Molière, regia di Corrado Pavolini, trasmessa il 7 ottobre 1955.
- Amleto di William Shakespeare, trasmessa nel 1955.
- Enrico IV di Luigi Pirandello, trasmessa nel 1956.
- Il canto del cigno di Anton Čechov, trasmessa il 25 febbraio 1957